# Doirania longiclavata
Doirania longiclavata är en stekelart som beskrevs av Yashiro 1980. Doirania longiclavata ingår i släktet Doirania och familjen hårstrimsteklar.
Artens utbredningsområde är Frankrike. Inga underarter finns listade i Catalogue of Life.